# Američke podmornice klase K
Klasa K bila je klasa američkih dizel-električnih podmornica. Bile su vrlo slične prethodnoj klasi H te su predstavljale prirodnu evoluciju s tek nekoliko poboljšanja, koje je Hollandov projektni biro izveo u odnosu na prethodnu klasu. 

## Opis
Najvažnije poboljšanje izvedeno na klasi K jest skoro dvostruko povećanje doplova u površinskoj plovidbi i povećanje doplova od 20 % u podvodnoj plovidbi.
Zbog zahtjeva povećanja doplova na 4500 NM povećan je kapacitet tankova goriva u odnosu na klasu H za 6326 galona, odnosno za 23 940 litara. Uz neznatno povećanje vanjskih gabarita zadržan je isti model propulzije i naoružanja, a posada je povećana s 25 na 28 članova. Američka mornarica naručila je i izgradila ukupno osam podmornica ove klase.

## Proizvođači
Projektirao ih je Electric Boat. Izgradili su ih podizvođači. K-1, K-2, K-5 i K-6 izgradio je Fore River Shipyard iz Quincyja, K-3, K-7 i K-8 Union Iron Works iz San Francisca i K-4 Seattle Construction and Drydock Company iz Seattlea, Washington. Sve su povučene iz upotrebe 1923. i izrezane 1931. prema Londonskom pomorskom sporazumu.

## Operativna uporaba
Prve četiri podmornice, kao i velik broj prije njih, na porinuću su krštene i osobnim imenom. Druge su nakon reforme iz 1911. godine dobivale samo kodnu oznaku, veliko slovo K s progresivno rastućim brojem od 1 do 8. Gradnja svih osam podmornica te klase započeta je 1912. godine. Prve dvije podmornice s kodnim oznakama K-1 i K-2 porinute su 1913. godine, a ostale od ožujka do srpnja 1914.
Podmornice klase K bile su uključene u ratne operacije američke mornarice tijekom Prvog svjetskog rata. Polovica od njih osam, K-1, K-2, K-4 i K-6, bile su dislocirane na Azorsko otočje sa zadaćom da patroliraju u tom akvatoriju središnjeg Atlantika i štite pomorski promet na relaciji SAD - Velika Britanija te napadaju njemačke podmornice koje bi eventualno djelovale u tim vodama.

Nijedna od njih za čitavo vrijeme rata nije došla u borbeni kontakt s njemačkim podmornicama. Ostale četiri podmornice, K-3, K-5, K-7 i K-8, ratne su godine provele na Pacifiku u obrani pomorske baze Pearl Harbour na Havajima. 
Svih osam podmornica klase K preživjelo je Prvi svjetski rat. Otpisane su iz službe 20. veljače 1922., a razrezane u rezalištima tijekom 1931. godine.